# Parco di Villa Heleneum
Il Parco dell'Heleneum fu creato nel 1931 nella città svizzera di Lugano insieme alla villa, progettata nello stile liberty come una replica fedele del Petit Trianon di Versailles. Proseguendo dal parco per circa 200 metri verso Gandria, si arriva al Parco degli Olivi, un'area panoramica che offre una vista suggestiva sul lago.
La storia dell'edificio e del giardino è strettamente legata a Hélène Bieber, ballerina e personalità mondana attiva a Parigi. Trasferitasi a Lugano, Bieber trasformò la sua residenza in un luogo di incontro per eventi culturali e mondani.